# Cyrilovita
La cyrilovita és un mineral de la classe dels fosfats que rep el seu nom de la localitat de Cyrilov, a la República Txeca, on va ser descoberta l'any 1953. És l'anàleg de ferro de la wardita, de la qual també n'és isostructural. Pertany al grup wardita de minerals.

## Característiques
La cyrilovita és un fosfat hidratat de ferro i sodi de fórmula NaFe3+
3(PO₄)₂(OH)₄(H₂O)₂. La cyrilovita cristal·litza en una forma similar a la wardita perquè les seves composicions químiques estan estretament relacionades. Aquestes dues espècies formen els termes extrems d'una sèrie de solucions sòlides. Cristal·litza en el sistema tetragonal, i ho pot fer en forma pseudocúbica, tot i que també se'n troba massiva, granular, radial, en agregats botrioides i en crostes.
Segons la classificació de Nickel-Strunz, la cyrilovita pertany a «08.DL - Fosfats, etc. amb cations de mida mitjana i gran, (OH, etc.):RO₄ = 2:1» juntament amb els següents minerals: foggita, mil·lisita, wardita, agardita-(Nd), agardita-(Y), agardita-(Ce), agardita-(La), goudeyita, mixita, petersita-(Y), zalesiïta, plumboagardita, calciopetersita, cheremnykhita, dugganita, kuksita, wallkilldellita-(Mn), wallkilldellita-(Fe) i angastonita.

## Formació
És un mineral accessori poc comú en algunes pegmatites de granit que contenen fosfats i en els dipòsits de ferro. Es forma per percolació d'aigües meteòriques sota una creixent fugacitat d'oxigen.